# Старое Янситово
Ста́рое Янси́тово (чув. Ҫӳлти Кинчер) — деревня Урмарского района Чувашской Республики. В рамках организации местного самоуправления входит с 2023 года в Урмарский муниципальный округ. До 2023 года — в составе Шихабыловского сельского поселения. Население 251 человек (2015), преимущественно чуваши.

## География
Расположен в северо-восточной части региона, в пределах Чувашского плато, на левом берегу реки Средний Аниш, на расстоянии 56 км от Чебоксар, 12 км до райцентра Урмары.

### Климат
В деревне, как и во всём районе, климат умеренно континентальный с продолжительной холодной зимой и довольно тёплым сухим летом. Средняя температура января −13 °C; средняя температура июля 18,7 °C. За год выпадает в среднем 400 мм осадков, преимущественно в тёплый период. Территория относится к I агроклиматическому району Чувашии и характеризуется высокой теплообеспеченностью вегетационного периода: сумма температур выше +10˚С составляет здесь 2100—2200˚.

## История
Жители — чуваши, до 1724 ясачные, до 1866 государственные крестьяне; занимались земледелием, животноводством. В 1880-е годы функционировала школа грамоты. В 1931 образован колхоз «1 Мая».

### Административно-территориальная принадлежность
Деревня находилась в составе Андреевской волости, Свияжского уезда, Чебоксарского уезда, с XVIII века до 1927 года в составе Никольской волости Чебоксарского уезда, в составе Козловского района — 1927—1939.
Входила деревня (с 2004 до 2023 гг.) в состав Шихабыловского сельского поселения муниципального района Урмарский район.
К 1 января 2023 года обе муниципальные единицы упраздняются и деревня входит в Урмарский муниципальный округ.

## Население
| 1721     | 1747     | 1795 | 1858     | 1897 | 1926 | 1939 | 1979 | 2002 | 2010 | 2015 |
| -------- | -------- | ---- | -------- | ---- | ---- | ---- | ---- | ---- | ---- | ---- |
| 172 муж. | 240 муж. | 357  | 115 муж. | 397  | 411  | 536  | 364  | 295  | 267  | 251  |

## Известные уроженцы, жители
- Артемьева, Тамара Васильевна (р. 20.1.1958, д. Старое Янситово) — педагог, кандидат педагогических наук (1996), доцент (2003)[6].
- Егоров, Николай Иванович (р. 20.2.1949, д. Старое Янситово) — тюрколог-лингвист, доктор филологических наук (1992), профессор
- Ковалёв, Василий Петрович (р. 5.9.1941, д. Старое Янситово) — педагог, доктор педагогических наук, профессор (1999)[7].

## Инфраструктура
Личное подсобное хозяйство. Основа экономики — сельское хозяйство , действует ООО «Средний Аниш» (2010).

## Транспорт
Старое Янситово доступно автотранспортом.